# Contea di Somogy
Somogy è una contea dell'Ungheria sudoccidentale al confine con la Croazia.
Confina con le altre province di Zala, Veszprém, Fejér, Tolna e Baranya; suo capoluogo è la città di Kaposvár.

## Struttura della contea

### Città con diritti di contea

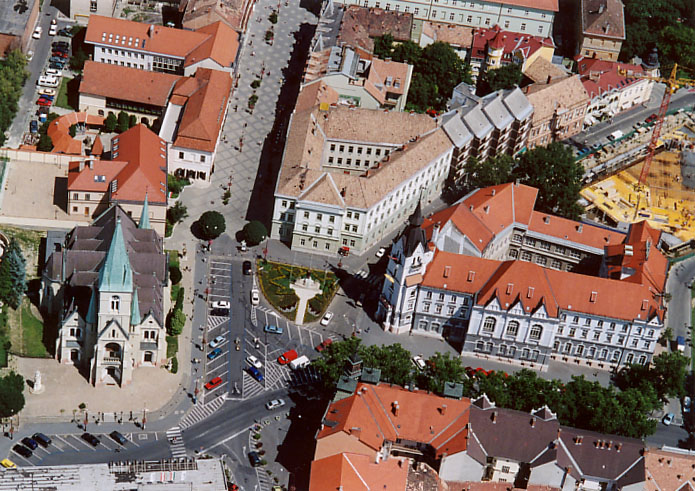
Fotografia aerea di Kaposvár

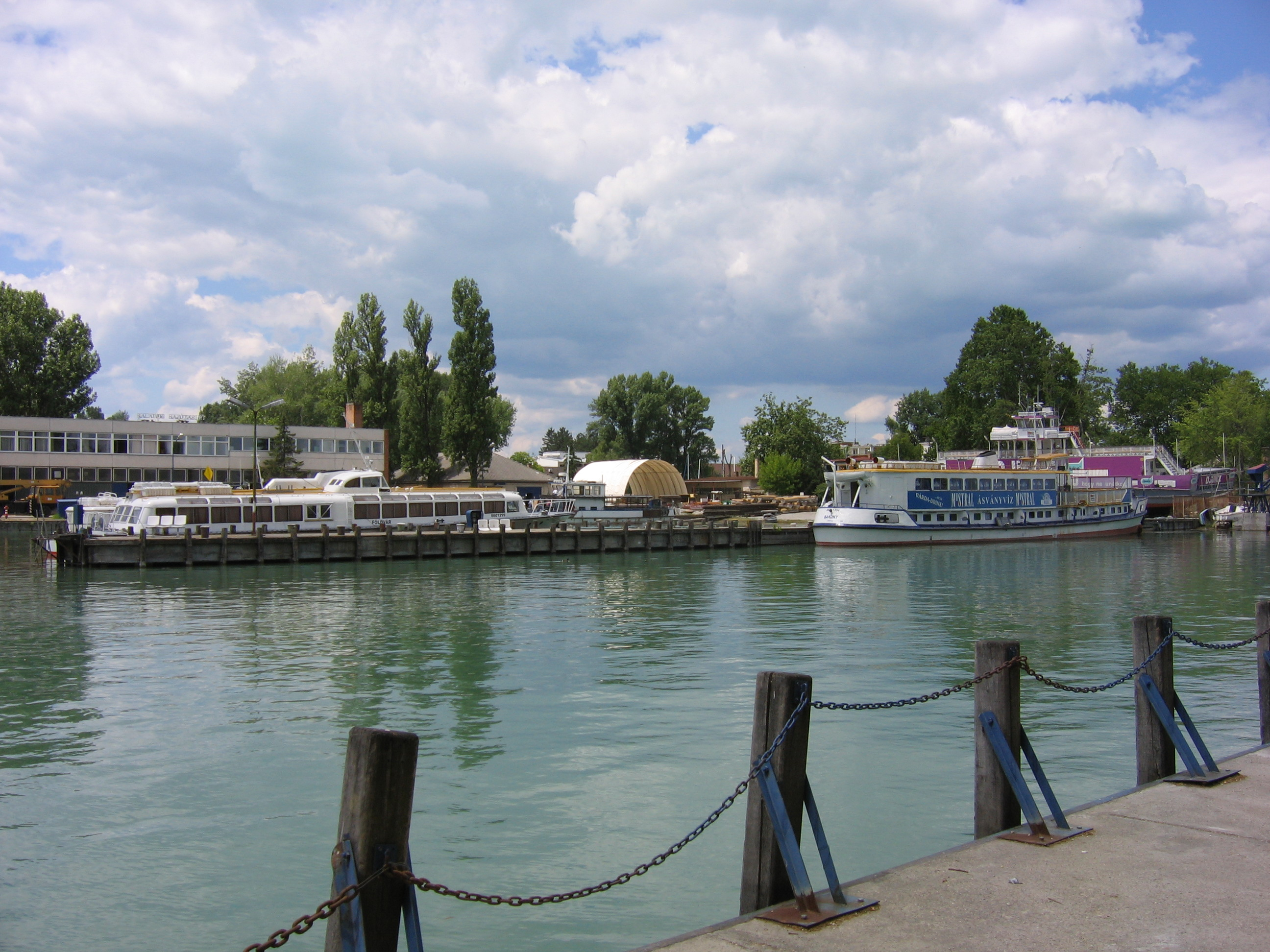
Balaton

- Kaposvár (capoluogo)

### Città
(in ordine di abitanti, secondo censimento del 2001)
- Siófok (23 460)
- Balatonlelle (5002)
- Marcali (12 575)
- Tab (4914)
- Barcs (12 343)
- Nagybajom (3598)
- Nagyatád (12 065)
- Lengyeltóti (3443)
- Balatonboglár (6076)
- Kadarkút (2791)
- Csurgó (5788)
- Balatonföldvár (2108)
- Fonyód (5296)
- Zamárdi (2298)

### Altri comuni
- Ádánd
- Alsóbogát
- Andocs
- Babócsa
- Bábonymegyer
- Bakháza
- Balatonberény
- Balatonendréd
- Balatonfenyves
- Balatonkeresztúr
- Balatonmáriafürdő
- Balatonőszöd
- Balatonszabadi
- Balatonszárszó
- Balatonszemes
- Balatonszentgyörgy
- Balatonújlak
- Bálványos
- Bárdudvarnok
- Baté
- Bedegkér
- Bélavár
- Beleg
- Berzence
- Bodrog
- Böhönye
- Bolhás
- Bolhó
- Bonnya
- Bőszénfa
- Büssü
- Buzsák
- Csákány
- Cserénfa
- Csömend
- Csököly
- Csokonyavisonta
- Csoma
- Csombárd
- Csurgónagymarton
- Darány
- Drávagárdony
- Drávatamási
- Ecseny
- Edde
- Felsőmocsolád
- Fiad
- Főnyed
- Fonó
- Gadács
- Gadány
- Gálosfa
- Gamás
- Gige
- Gölle
- Görgeteg
- Gyugy
- Gyékényes
- Hács
- Hajmás
- Háromfa
- Hedrehely
- Hencse
- Heresznye
- Hetes
- Hollád
- Homokszentgyörgy
- Hosszúvíz
- Igal
- Iharos
- Iharosberény
- Inke
- Istvándi
- Jákó
- Juta
- Kálmáncsa
- Kánya
- Kapoly
- Kaposfő
- Kaposgyarmat
- Kaposhomok
- Kaposkeresztúr
- Kaposmérő
- Kaposszerdahely
- Kaposújlak
- Karád
- Kastélyosdombó
- Kaszó
- Kazsok
- Kelevíz
- Kercseliget
- Kereki
- Kéthely
- Kisasszond
- Kisbajom
- Kisberény
- Kisbárapáti
- Kisgyalán
- Kiskorpád
- Kőkút
- Komlósd
- Kőröshegy
- Kötcse
- Kutas
- Kára
- Lábod
- Lad
- Lakócsa
- Látrány
- Libickozma
- Lulla
- Magyaratád
- Magyaregres
- Mernye
- Mesztegnyő
- Mezőcsokonya
- Mike
- Miklósi
- Mosdós
- Nágocs
- Nagyberki
- Nagyberény
- Nagycsepely
- Nagykorpád
- Nagyszakácsi
- Nemesdéd
- Nemeskisfalud
- Nemesvid
- Nikla
- Nyim
- Orci
- Ordacsehi
- Öreglak
- Őrtilos
- Osztopán
- Ötvöskónyi
- Pálmajor
- Pamuk
- Patalom
- Patca
- Patosfa
- Péterhida
- Pogányszentpéter
- Polány
- Porrog
- Porrogszentkirály
- Porrogszentpál
- Potony
- Pusztakovácsi
- Pusztaszemes
- Ráksi
- Rinyabesenyő
- Rinyakovácsi
- Rinyaszentkirály
- Rinyaújlak
- Rinyaújnép
- Ságvár
- Sántos
- Sávoly
- Segesd
- Sérsekszőlős
- Siójut
- Som
- Somodor
- Somogyacsa
- Somogyaracs
- Somogyaszaló
- Somogybabod
- Somogybükkösd
- Somogycsicsó
- Somogydöröcske
- Somogyegres
- Somogyfajsz
- Somogygeszti
- Somogyjád
- Somogymeggyes
- Somogysimonyi
- Somogyszentpál
- Somogyszil
- Somogyszob
- Somogysámson
- Somogysárd
- Somogytúr
- Somogyudvarhely
- Somogyvámos
- Somogyvár
- Somogyzsitfa
- Szabadi
- Szabás
- Szántód
- Szegerdő
- Szenna
- Szenta
- Szentbalázs
- Szentborbás
- Szentgáloskér
- Szenyér
- Szilvásszentmárton
- Szőkedencs
- Szólád
- Szőlősgyörök
- Szorosad
- Szulok
- Tapsony
- Tarany
- Táska
- Taszár
- Teleki
- Tengőd
- Tikos
- Törökkoppány
- Torvaj
- Tótújfalu
- Újvárfalva
- Várda
- Varászló
- Vése
- Visnye
- Visz
- Vízvár
- Vörs
- Zákány
- Zala
- Zics
- Zimány
- Zselickisfalud
- Zselickislak
- Zselicszentpál